# العلاقات الطاجيكستانية الكازاخستانية
العلاقات الطاجيكستانية الكازاخستانية هي العلاقات الثنائية التي تجمع بين طاجيكستان وكازاخستان.

## مقارنة بين البلدين
هذه مقارنة عامة ومرجعية للدولتين:
| وجه المقارنة                                              | طاجيكستان                          | كازاخستان                      |
| --------------------------------------------------------- | ---------------------------------- | ------------------------------ |
| المساحة (كم2)                                             | 143.10 ألف                         | 2.72 مليون                     |
| عدد السكان (نسمة)                                         | 8.92 مليون                         | 17.95 مليون                    |
| الكثافة السكانية (ن./كم²)                                 | 62.33                              | 6.6                            |
| العاصمة                                                   | دوشنبه                             | نور سلطان                      |
| اللغة الرسمية                                             | اللغة الطاجيكية                    | اللغة القازاقية، اللغة الروسية |
| العملة                                                    | ساماني طاجيكي، الروبل الطاجيكستاني | تينغ كازاخستاني                |
| الناتج المحلي الإجمالي (بليون دولار)                      | 7.15 مليار                         | 159.41 مليار                   |
| الناتج المحلي الإجمالي (تعادل القوة الشرائية) بليون دولار | 24.03 مليار                        | 439.39 مليار                   |
| الناتج المحلي الإجمالي الاسمي للفرد دولار أمريكي          | 925                                | 10.51 ألف                      |
| الناتج المحلي الإجمالي للفرد دولار أمريكي                 | 2.69 ألف                           | 24.23 ألف                      |
| مؤشر التنمية البشرية                                      | 0.624                              | 0.788                          |
| رمز المكالمات الدولي                                      | +992                               | +7                             |
| رمز الإنترنت                                              | .tj                                | .kz، .қаз ‏                     |
| المنطقة الزمنية                                           | ت ع م+05:00                        | ت ع م+05:00، ت ع م+06:00       |

## مدن متوأمة
في ما يلي قائمة باتفاقيات التوأمة بين مدن طاجيكستانية وكازاخستانية:
- ترتبط خجندة مع شيمكنت باتفاقية توأمة.

## منظمات دولية مشتركة
يشترك البلدان في عضوية مجموعة من المنظمات الدولية، منها:
| علم المنظمة | اسم المنظمة                             | تاريخ انضمام طاجيكستان | تاريخ انضمام كازاخستان |
| ----------- | --------------------------------------- | ---------------------- | ---------------------- |
|             | منظمة التعاون الإسلامي                  | ?                      | ?                      |
|             | منظمة الشرطة الجنائية الدولية           | ?                      | ?                      |
|             | الاتحاد البريدي العالمي                 | ?                      | ?                      |
|             | Central Asian Cooperation Organization ‏ | ?                      | ?                      |
|             | بنك التنمية الآسيوي                     | 1998                   | 1994                   |
|             | الفريق المعني برصد الأرض                | ?                      | ?                      |
|             | مؤسسة التنمية الدولية                   | 4 يونيو 1993           | 23 يوليو 1992          |
|             | منظمة الأمن والتعاون في أوروبا          | 30 يناير 1992          | 30 يناير 1992          |
|             | مؤسسة التمويل الدولية                   | 2 ديسمبر 1994          | 30 سبتمبر 1993         |
|             | منظمة شانغهاي للتعاون                   | 26 أبريل 1996          | 26 أبريل 1996          |
|             | منظمة حظر الأسلحة الكيميائية            | ?                      | ?                      |
|             | الأمم المتحدة                           | 2 مارس 1992            | 2 مارس 1992            |
|             | الاتحاد الدولي للاتصالات                | 28 أبريل 1994          | 23 فبراير 1993         |
|             | البنك الدولي للإنشاء والتعمير           | 4 يونيو 1993           | 23 يوليو 1992          |
|             | وكالة ضمان الاستثمار متعدد الأطراف      | 9 ديسمبر 2002          | 12 أغسطس 1993          |
|             | يونسكو                                  | 6 أبريل 1993           | 22 مايو 1992           |

## وصلات خارجية
- موقع وزارة الخارجية الكازاخستانية